# 242
Криза Римської імперії у 3 столітті. Правління малолітнього імператора Гордіана III. У Китаї триває період трьох держав, найбільшою державою на території Індії є Кушанська імперія, у Персії править династія Сассанідів.
На території лісостепової України Черняхівська культура. У Північному Причорномор'ї готи й сармати.

## Події
- Римські легіони здобувають низку перемог у Месопотамії.
- Евакуація населення із Боспорської держави у Криму, якій загрожують готи.

## Народились
- Салонін, майбутній римський імператор.

## Померли
- Євгеній I (візантійський єпископ)